# Comissão de Constituição, Justiça e Cidadania do Senado Federal do Brasil
A Comissão de Constituição, Justiça e Cidadania (CCJ) é uma comissão permanente da atividade legislativa do Senado Federal do Brasil. É formada por 27 senadores titulares e 27 suplentes, sendo presidida atualmente pelo senador Otto Alencar (PSD-BA), tendo o senador Vanderlan Cardoso (PSD-GO) como seu vice-presidente. A CCJ é a mais importante comissão do Senado Federal.
No Senado, tem por objetivo analisar diversas atividades, como proposta de emendas constitucionais, através de audiências públicas.
Em 2016, no Senado, a CCJ analisou propostas como reforma da Previdência, a PEC do Teto dos Gastos Públicos, o fim do foro privilegiado, entre outras.

## Composição da CCJ
A Comissão de Constituição, Justiça e Cidadania atualmente é composta pela seguinte formação;
| Composição da Comissão de Constituição, Justiça e Cidadania do Senado Federal do Brasil (2025-2026) | Composição da Comissão de Constituição, Justiça e Cidadania do Senado Federal do Brasil (2025-2026) | Composição da Comissão de Constituição, Justiça e Cidadania do Senado Federal do Brasil (2025-2026) | Composição da Comissão de Constituição, Justiça e Cidadania do Senado Federal do Brasil (2025-2026) |
| Bloco Parlamentar Democracia (MDB, PSDB, PODE, UNIÃO)                                               | Bloco Parlamentar Democracia (MDB, PSDB, PODE, UNIÃO)                                               | Bloco Parlamentar Democracia (MDB, PSDB, PODE, UNIÃO)                                               | Bloco Parlamentar Democracia (MDB, PSDB, PODE, UNIÃO)                                               |
| Titulares                                                                                           | Partido (UF)                                                                                        | Suplentes                                                                                           | Partido (UF)                                                                                        |
| --------------------------------------------------------------------------------------------------- | --------------------------------------------------------------------------------------------------- | --------------------------------------------------------------------------------------------------- | --------------------------------------------------------------------------------------------------- |
| Eduardo Braga                                                                                       | MDB-AM                                                                                              | Alessandro Vieira                                                                                   | MDB-SE                                                                                              |
| Renan Calheiros                                                                                     | MDB-AL                                                                                              | Dorinha Seabra                                                                                      | UNIÃO-TO                                                                                            |
| Jader Barbalho                                                                                      | MDB-PA                                                                                              | Marcelo Castro                                                                                      | MDB-PI                                                                                              |
| Veneziano Vital                                                                                     | MDB-PB                                                                                              | Jayme Campos                                                                                        | UNIÃO-MT                                                                                            |
| Sérgio Moro                                                                                         | UNIÃO-PR                                                                                            | Giordano                                                                                            | MDB-SP                                                                                              |
| Alan Rick                                                                                           | UNIÃO-AC                                                                                            | Zequinha Marinho                                                                                    | PODE-PA                                                                                             |
| Soraya Thronicke                                                                                    | PODE-MS                                                                                             | Plínio Valério                                                                                      | PSDB-AM                                                                                             |
| Oriovisto Guimarães                                                                                 | PSDB-PR                                                                                             | Fernando Farias                                                                                     | MDB-AL                                                                                              |
| Marcio Bittar                                                                                       | UNIÃO-AC                                                                                            | Efraim Filho                                                                                        | UNIÃO-PB                                                                                            |
| Bloco Parlamentar da Resistência Democrática (PSB, PSD)                                             | | | |
| Titulares                                                                                           | Partido (UF)                                                                                        | Suplentes                                                                                           | Partido (UF)                                                                                        |
| Otto Alencar                                                                                        | PSD-BA                                                                                              | Angelo Coronel                                                                                      | PSD-BA                                                                                              |
| Omar Aziz                                                                                           | PSD-AM                                                                                              | Zenaide Maia                                                                                        | PSD-RN                                                                                              |
| Eliziane Gama                                                                                       | PSD-MA                                                                                              | Irajá Silvestre                                                                                     | PSD-TO                                                                                              |
| Vanderlan Cardoso                                                                                   | PSD-GO                                                                                              | Sérgio Petecão                                                                                      | PSD-AC                                                                                              |
| Rodrigo Pacheco                                                                                     | PSD-MG                                                                                              | Margareth Buzetti                                                                                   | PSD-MT                                                                                              |
| Cid Gomes                                                                                           | PSB-CE                                                                                              | Jorge Kajuru                                                                                        | PSB-GO                                                                                              |
| Bloco Parlamentar Vanguarda (PL, NOVO)                                                              | | | |
| Titulares                                                                                           | Partido (UF)                                                                                        | Suplentes                                                                                           | Partido (UF)                                                                                        |
| Carlos Portinho                                                                                     | PL-RJ                                                                                               | Jorge Seif                                                                                          | PL-SC                                                                                               |
| Eduardo Girão                                                                                       | NOVO-CE                                                                                             | Izalci Lucas                                                                                        | PL-DF                                                                                               |
| Magno Malta                                                                                         | PL-ES                                                                                               | Eduardo Gomes                                                                                       | PL-TO                                                                                               |
| Marcos Rogério                                                                                      | PL-RO                                                                                               | Flávio Bolsonaro                                                                                    | PL-RJ                                                                                               |
| Rogerio Marinho                                                                                     | PL-RN                                                                                               | Jaime Bagattoli                                                                                     | PL-RO                                                                                               |
| Bloco Parlamentar Pelo Brasil (PDT, PT)                                                             | | | |
| Titulares                                                                                           | Partido (UF)                                                                                        | Suplentes                                                                                           | Partido (UF)                                                                                        |
| Rogério Carvalho                                                                                    | PT-SE                                                                                               | Randolfe Rodrigues                                                                                  | PT-AP                                                                                               |
| Fabiano Contarato                                                                                   | PT-ES                                                                                               | Humberto Costa                                                                                      | PT-PE                                                                                               |
| Augusta Brito                                                                                       | PT-CE                                                                                               | Jaques Wagner                                                                                       | PT-BA                                                                                               |
| Weverton Rocha                                                                                      | PDT-MA                                                                                              | Ana Paula Lobato                                                                                    | PDT-MA                                                                                              |
| Bloco Parlamentar Aliança (PP, Republicanos)                                                        | | | |
| Titulares                                                                                           | Partido (UF)                                                                                        | Suplentes                                                                                           | Partido (UF)                                                                                        |
| Ciro Nogueira                                                                                       | PP-PI                                                                                               | Laércio Oliveira                                                                                    | PP-SE                                                                                               |
| Esperidião Amin                                                                                     | PP-SC                                                                                               | Dr. Hiran                                                                                           | PP-RR                                                                                               |
| Mecias de Jesus                                                                                     | Republicanos-RR                                                                                     | Hamilton Mourão                                                                                     | Republicanos-RS                                                                                     |